# Інгліштаун (Нью-Джерсі)
Інгліштаун (англ. Englishtown) — місто (англ. borough) в США, в окрузі Монмаут штату Нью-Джерсі. Населення — 2346 осіб (2020).

## Географія
Інгліштаун розташований за координатами 40°17′46″ пн. ш. 74°21′35″ зх. д. / 40.29611° пн. ш. 74.35972° зх. д. (40.296141, -74.359584).  За даними Бюро перепису населення США в 2010 році місто мало площу 1,52 км², з яких 1,47 км² — суходіл та 0,04 км² — водойми.

## Демографія
Згідно з переписом 2010 року, у селищі мешкало 1847 осіб у 621 домогосподарстві у складі 458 родин. Було 647 помешкань
Расовий склад населення:
| - 88,1 % — білих - 6,8 % — азіатів - 2,6 % — чорних або афроамериканців - 0,1 % — вихідців з тихоокеанських островів |

До двох чи більше рас належало 1,4 %. Частка іспаномовних становила 8,0 % від усіх жителів.
За віковим діапазоном населення розподілялося таким чином: 25,5 % — особи молодші 18 років, 64,4 % — особи у віці 18—64 років, 10,1 % — особи у віці 65 років та старші. Медіана віку мешканця становила 38,6 року. На 100 осіб жіночої статі у селищі припадало 93,4 чоловіків;  на 100 жінок у віці від 18 років та старших — 90,1 чоловіків також старших 18 років.
Середній дохід на одне домашнє господарство  становив 91 026 доларів США (медіана — 83 317), а середній дохід на одну сім'ю — 100 679 доларів (медіана — 89 485). За межею бідності перебувало 4,7 % осіб, у тому числі 5,1 % дітей у віці до 18 років та 6,6 % осіб у віці 65 років та старших.
Цивільне працевлаштоване населення становило 1066 осіб. Основні галузі зайнятості: освіта, охорона здоров'я та соціальна допомога — 25,6 %, роздрібна торгівля — 17,7 %, науковці, спеціалісти, менеджери — 14,5 %.